# 366
| [ Edytuj tabelę ] |                                                                     |
| Władca Guptów     | - 330 Samudragupta 375                                              |
| Władca Korei      | - 331 Kogugwŏn 371                                                  |
| Papież            | - 352 Liberiusz 366 - 366 Ursyn (antypapież) 367 - 366 Damazy I 384 |
| Król Persji       | - 309 Szapur II 379                                                 |
| Cesarz Rzymu      | - 364 Walentynian I 375 - 364 Walens 378                            |
| Król Wandalów     | - 359 Godigisel 406                                                 |

Rok 366 / CCCLXVI
stulecia: III wiek ~
IV wiek ~
V wiek

lata: 356 «
361 «
362 «
363 «
364 «
365 «
366
» 367
» 368
» 369
» 370
» 371
» 376

## Wydarzenia
- 2 stycznia – Alamanowie przekroczyli zamarznięty Ren i najechali na Cesarstwo Rzymskie.
- 1 października – Damazy I został biskupem Rzymu. Niezadowoleni z tego Rzymianie wybrali antypapieża Ursyna.
- Cesarz rzymski Walens pokonał w maju wojska Prokopiusza w bitwie pod Nakolią, kończąc rewoltę i ścinając uzurpatora.

## Urodzili się
- Święta Olimpia, mniszka, diakonisa, święta (ur. ok. 366) (zm. 408)

## Zmarli
- Zhidun – chiński mnich buddyjski (ur. 314)
- 27 maja – Prokopiusz (egzekucja)
- 24 września – Liberiusz